# Tan Biónica
Tan Biónica — поп-рок гурт з Аргентини. Гурт був створений у 2002 році в Буенос-Айресі вокалістом Сантьяго «Чано» Морено Шарпентьєром, його молодшим братом Гонсало «Бембі» Морено Шарпентьєром, Себастьяном Сеоане (гітара) та Дієго Ліхтенштейном (ударні). Тан Біоніка працював над саундтреками до теленовел Graduados і Viudas e hijos del Rock and Roll.
Tan Biónica здобули значний радіоефір і популярність після випуску свого другого студійного альбому Obsesionario у 2010 році. Їхній наступний альбом, Destinología у 2013 році, містив сингл Ciudad Mágica, який посів перше місце в аргентинському чарті Top 20. Destinología також представила другий хіт гурту № 1, La Melodía de Dios. Гурт розпався у 2016 році, але 17 березня 2023 року їх головний вокаліст Чано оголосив, що всі початкові учасники повернуться вдруге.

## Учасники
- Бембі Морено Шарпентьє: бас і синтезатор
- Чано Морено Шарпентьє: співак
- Дієго Ліхтенштейн: ударні
- Себастьян Сеоане: гітара

## Нагороди
- 2013: переможець у номінації «Найкраща латиноамериканська пісня» під час церемонії Kids Choice Awards Argentina
- 2013: переможець у номінації «Найкращий артист Аргентини» під час нагородження E!
- 2014: переможець у номінації «Найкращий альбом — поп-гурти» під час вручення нагород Premios Gardel
- 2012: Номінант на «Найкращий виконавець Південної Латинської Америки» під час MTV EMA
- 2013: Номінант на «Найкращий виконавець Південної Латинської Америки» під час MTV EMA
- 2014: Номінант на «Найкращий виконавець Південної Латинської Америки» під час MTV EMA
- 2015: Номінант на «Найкращий виконавець Південної Латинської Америки» під час MTV EMA

## Дискографія

### Альбоми
- 2001: Tapa de Moda (демо)
- 2007: Canciones del Huracán
- 2010: Obsesionario
- 2013: Destinología
- 2015: Hola Mundo

Спеціальні випуски
- 2014: Obsesionario (Чорне видання)
- 2014: Destinologia (Чорне видання)

Живі альбоми
- 2014: Vivo Usina del Arte

Альбоми реміксів
- 2015: Hola Mi Vida (Ремікси)
- 2016: Buenas Noches Otra Vez (Ремікси)

### EP
- 2003: Wonderful Noches

### Сингли
| рік  | Пісня                      | Найвища позиція | Альбом                |
| рік  | Пісня                      | ARG             | Альбом                |
| ---- | -------------------------- | --------------- | --------------------- |
| 2007 | «Veneno»                   | —               | Wonderful Noches      |
| 2007 | «Wonderful Noches»         | —               | Wonderful Noches      |
| 2007 | «Arruinarse»               | —               | Canciones del Huracán |
| 2008 | «Chica Biónica»            | —               | Canciones del Huracán |
| 2009 | «Lunita de Tucumán»        | —               | Canciones del Huracán |
| 2010 | «Ella»                     | —               | Obsesionario          |
| 2011 | «Beautiful»                | 5               | Obsesionario          |
| 2011 | «El Duelo»                 | —               | Obsesionario          |
| 2011 | «Obsesionario en La Mayor» | —               | Obsesionario          |
| 2011 | «Loca»                     | —               | Obsesionario          |
| 2012 | «La Comunidad»             | 3               | Obsesionario          |
| 2012 | «La Suerte Está Echada»    | —               | Obsesionario          |
| 2012 | «Pétalos»                  | —               | Obsesionario          |
| 2012 | «Ciudad Mágica»            | 1               | Destinología          |
| 2013 | «La Melodía de Dios»       | 1               | Destinología          |
| 2013 | «Música»                   | 5               | Destinología          |
| 2014 | «Vámonos»                  | 6               | Destinología          |
| 2014 | «Mis Noches de Enero»      | 13              | Destinología          |
| 2014 | «Hola Mi Vida»             | 8               | Hola Mundo            |
| 2015 | «Las Cosas Que Pasan»      | 11              | Hola Mundo            |
| 2015 | «Un Poco Perdido»          | 13              | Hola Mundo            |
| 2016 | «Buenas Noches Otra Vez»   | —               |                       |